# وليام فورسيل كيربي
وليام فورسيل كيربي (بالإنجليزية: William Forsell Kirby)‏‏ (14 يناير 1844 في ليستر - 20 نوفمبر 1912 في لندن) عالم بقشريات الأجنحة، ومترجم من المملكة المتحدة لبريطانيا العظمى وأيرلندا.

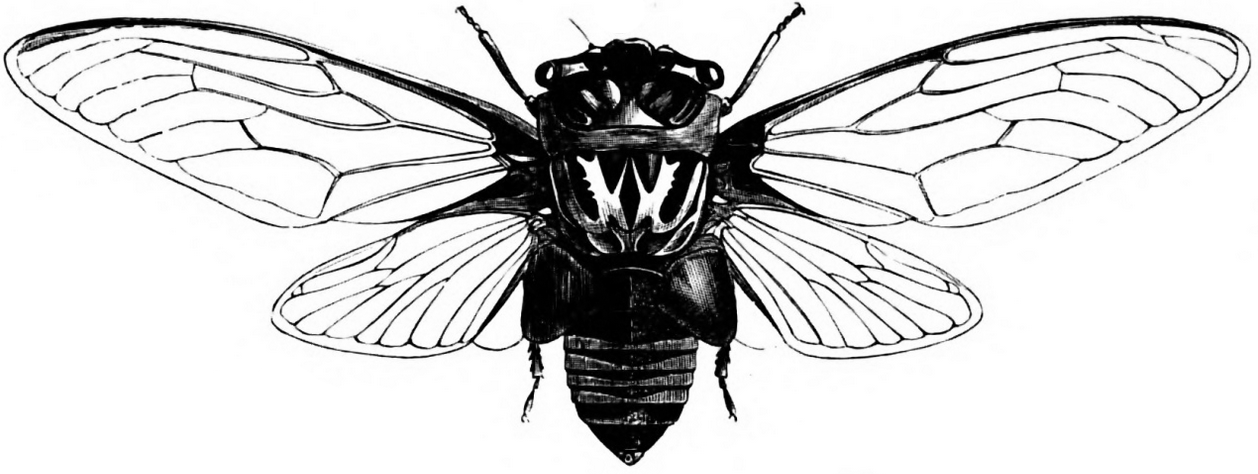
رسم توضيحي للطبال المزدوج يظهر في كتاب وليام كيربي لعام 1885 بعنوان "Elementary text-book of entomology"

## وصلات خارجية
- وليام فورسيل كيربي على موقع ميوزك برينز (الإنجليزية)

- مؤلفات وليام فورسيل كيربي في مشروع غوتنبرغ
- أعمال أو نبذة عن وليام فورسيل كيربي على أرشيف الإنترنت
- أعمال وليام فورسيل كيربي في ليبري فوكس